# ヤロスラヴリ公
ヤロスラヴリ公（ロシア語: Князь Ярославский）はヤロスラヴリ公国の君主の称号である（「公」はクニャージからの訳出による）。君主号・公国の名は、その首都だったヤロスラヴリによる。

## ヤロスラヴリ公の一覧
括弧内は在位年
- フセヴォロド・コンスタンチノヴィチ（1218年 - 1238年）
- ヴァシリー・フセヴォロドヴィチ(ru)（1238年 - 1249年）
- コンスタンチン・フセヴォロドヴィチ(ru)（1249年 - 1255年もしくは1257年[1]）
- アナスタシヤ・ヴァシリエヴナ（1255年もしくは1257年 - 1294年）
- フョードル・ロスチスラヴィチ(ru)（1293年 - 1299年[2]）
- コンスタンチン・フョードロヴィチ(ru)（1299年 - 1321年）
- ダヴィド・フョードロヴィチ（1299年 - 1321年[2]）
- ヴァシリー・ダヴィドヴィチ(ru)（1321年 - 1345年[2]）
- ヴァシリー・ヴァシリエヴィチ（1345年 - 1380年?）
- イヴァン・ヴァシリエヴィチ(ru)（1380年? - 1426年）
- フョードル・ヴァシリエヴィチ（1426年 - 1434年）
- アレクサンドル・フョードロヴィチ(ru)（1434年 - 1463年 / 名目上は1471年[2]）